# Paul-Henri Marron

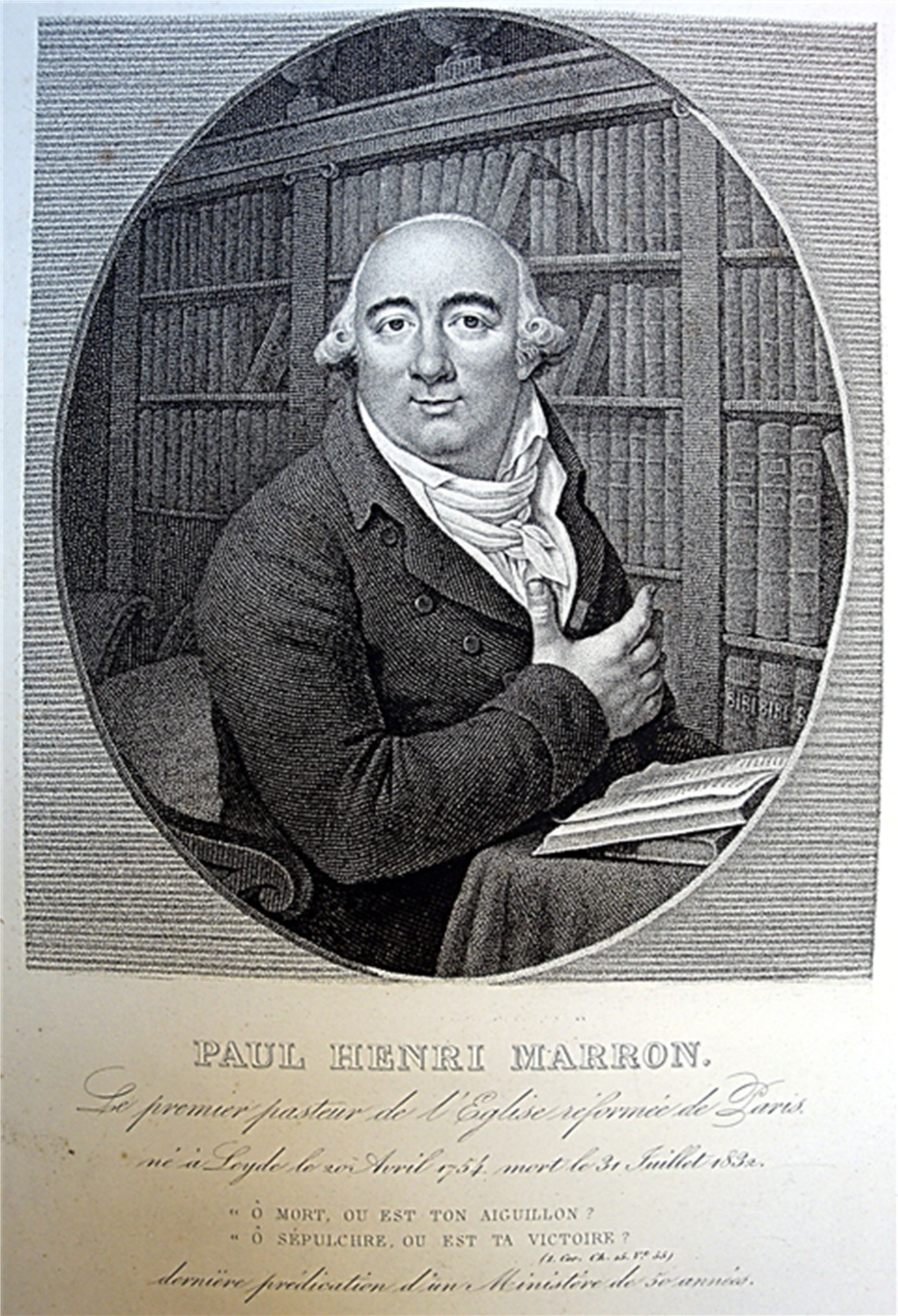
Paul Henri Marron, le premier pasteur de l’Eglise réformée de Paris, né à Leyde le 20 avril 1754 et mort le 31 juillet 1832, (Source BPF IC 20-41)

Paul-Henri Marron, né le 20 avril 1754 à Leyde d'une famille huguenote de la Drôme réfugiée aux Pays-Bas et mort le 31 juillet 1832 à Neuilly, est un pasteur français d'origine néerlandaise.

## Biographie

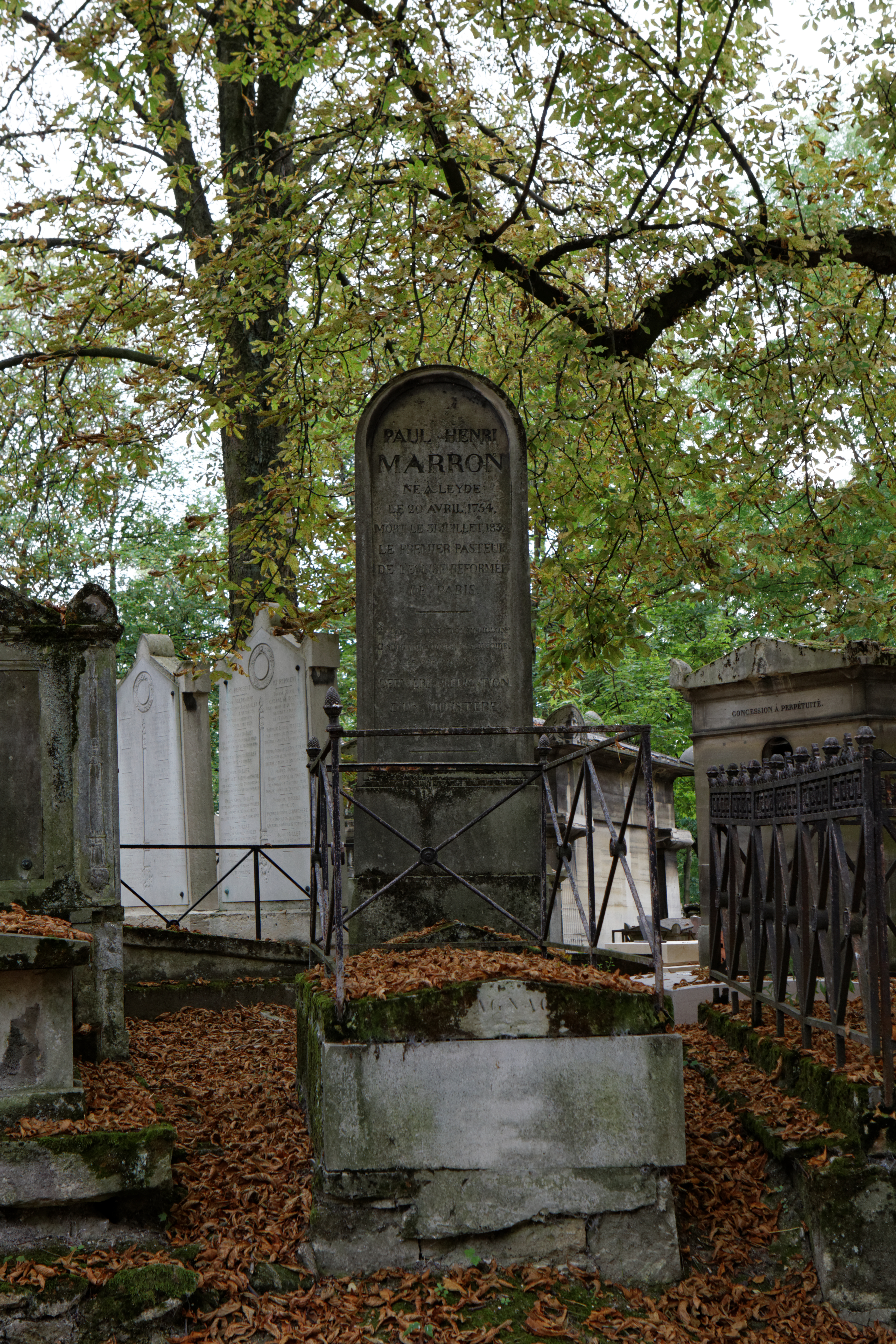
Tombe au cimetière du Père-Lachaise.

Paul Henri Marron fit des études de théologie à Leyde, devint pasteur à 18 ans, en 1772, et fut nommé pasteur à Dordrecht en 1773.
En 1782, il fut nommé chapelain de l’ambassade de Hollande à Paris. L’exercice du culte protestant étant encore interdit à Paris, les Parisiens réformés se rendaient en nombre, à leurs risques et périls, dans la chapelle de l’ambassade pour assister aux offices que présidait le dimanche le pasteur Marron.
En 1787, les répressions antipatriotes qui sévirent dans les Provinces-Unies amenèrent Paul-Henri Marron à démissionner et à vouloir se fixer en France. 
L'occasion va lui être donnée par l'Édit de tolérance, signé par Louis XVI le 7 novembre 1787 et enregistré au Parlement le 29 janvier 1788. Cet édit consacrait juridiquement la présence des protestants en leur donnant l’état civil et admettait l’existence d’un culte privé mais ne levait pas l’interdiction d’exercer un culte public. Sur proposition de Rabaut Saint-Étienne, « les protestants de Paris engagèrent  M. Marron à s’attacher à eux comme pasteur, en bornant provisoirement son ministère à des instructions et à des consolations domestiques, en attendant que les circonstances lui permirent de l’exercer ostensiblement et de l’aveu de l’autorité civile. »
Ces circonstances propres à établir la liberté d’exercer un culte public vont se présenter avec l’ouverture de l’Assemblée constituante en 1789, qui avec la Déclaration des droits de l’homme, reconnaît la liberté de conscience. Le pasteur Marron présidera le premier culte public en juin 1789 dans une salle louée rue Mondétour qui fut rapidement remplacée par une salle plus grande rue Dauphine. En 1791, les protestants obtinrent de M. Bailly, maire de Paris et de M. de La Fayette, commandant de la garde nationale, la permission de louer l’église Saint-Louis-du-Louvre alors désaffectée en vue d’y célébrer leur culte. Le 22 mai 1790, ils en firent la dédicace solennelle par le ministère de M. Marron.
Les protestants rejettent les violences de la Terreur. Le pasteur Marron a donné des gages au plus fort de la déchristianisation, le 13 novembre 1793, en reniant « tous ces échafaudages de mensonges et de puérilités, que l'ignorance et la mauvaise foi ont décoré du nom fastueux de Théologie ». Mais le 19 prairial An II (7 juin 1794), veille de la fameuse fête de l’Être Suprême, il fut emprisonné pour avoir continué clandestinement à marier et à baptiser durant l’interdiction du culte. Il est libéré le 12 thermidor An II (30 juillet 1794), trois jours après la chute de Robespierre, mais « il ne pourra reprendre ses fonctions, du moins en ce qui concerne la prédication qu’au bout de 9 mois, savoir : le 30 ventôse An III (20 mars 1795) ».
À la suite des Articles organiques du 8 avril 1802 qui organisent l’Église réformée en France,  Paul Henri Marron est confirmé dans sa fonction de Pasteur de Paris et devient Président du nouveau Consistoire de l’Église Réformée de Paris, la première des Églises réformées de la République. Dans le même temps, deux autres places de pasteurs de Paris prévues par la loi organique sont pourvues : sur proposition du Consistoire, le Premier Consul nomme, le 14 Ventôse de l’An XI (5 mars 1803), le pasteur Rabaut-Pommier, qui était en poste à Montpellier, et le pasteur Mestrezat de Genève, lequel était en poste à l’Église française de Bâle.
Avec le pasteur Marron et sous son autorité, les pasteurs Rabaut-Pommier et Mestrezat vont travailler à l’édification de la nouvelle Église Réformée de Paris. Tous les trois, unis avec les membres du consistoire, collaboreront à la nouvelle organisation. Ils seront proches de leurs fidèles. Ils signent ensemble des lettres pastorales. Le 18 janvier 1804, ils rendent visite ensemble à l’archevêque de Paris pour coordonner leurs interventions réciproques auprès du Gouvernement. Ils répondent ensemble aux propositions d’union qu’ils ont reçues de Mgr Lecoz, archevêque de Besançon. On citait avec éloge l’éloquence de Mestrezat et de Rabaut-Pommier, mais le plus renommé des prédicateurs était le pasteur Marron.
Marron, Rabaut-Pommier et Mestrezat sont nommés, tous les trois en même temps, membre de la Légion d’Honneur par décret du 5 juillet 1804. Ils recevront la décoration des mains même du Premier Consul. Ils sont invités à participer tous les trois à la cérémonie du sacre de l’Empereur Napoléon dans la cathédrale de Paris le 2 décembre 1804.
Le pasteur Marron va demeurer à la tête du Consistoire jusqu’à sa mort en 1832. Le pasteur Jean-Frédéric Mestrezat sera remplacé à sa mort en 1807 par Jean Monod et le pasteur Rabaut-Pommier sera remplacé en 1816 par Henri-François Juillerat.
Vers 1807, le pasteur Marron célèbre une centaine de baptêmes à Marsauceux, îlot protestant proche de Dreux. À partir de 1811, l’église Saint-Louis du Louvre devient trop petite : les projets de liaison du Louvre et des Tuileries entraîneront sa démolition, et son remplacement par l’église désaffectée de l’Oratoire du Louvre, affectée au culte protestant. Le nouveau temple de l’Oratoire du Louvre est pris en charge par le pasteur Marron qui y prononce le premier sermon le 11 mars 1811, avec pour thème : « La nuit est passée, le jour s'est levé ». 
Il meurt à son poste en 1832, emporté par l'épidémie de choléra, âgé de 78 ans. Il est inhumé au cimetière du Père-Lachaise (39e division).

## Rôle
Le pasteur Marron a joué un rôle de premier plan dans cette période clef qui a vu le protestantisme parisien passer de l’éviction et de la clandestinité à une église consistoriale reconnue et officielle. Il a été critiqué pour son opportunisme, pour ses intrigues, pour ses abus de flatteries, mais on lui reconnait d’avoir aimé sincèrement son église, de l’avoir servie utilement et courageusement dans tous les milieux, sachant tirer parti de ses relations avec les différents gouvernements. Selon l'historien François Boulet, Paul-Henri Marron a été victime d'une « injustice historiographique, eu égard aux responsabilités qu'il sut exercer au cours de la tourmente révolutionnaire et impériale ».

## Sources
- Odile Roure, « Le Pasteur Paul-Henri Marron (1754-1832) », (article écrit d'après De la chapelle de Hollande à l'Oratoire du Louvre, Philippe Vassaux, Feuille Rose N- 647, 1985).
- Notice sur Paul-Henri Marron (1754-1832), sur le Musée virtuel du protestantisme
- Almanach des Protestants de l’Empire Français pour l’an de grâce 1809, Notice sur l’église actuelle de Pairs, Bibliothèque du Protestantisme Français (75007, Paris), pages 255 à 261, Cote L.22864 I.
- Philippe Braunstein éd., L'Oratoire du Louvre et les protestants parisiens, Labor et Fides, 2011. Extraits.
- François Boulet, Histoire des protestants à Paris et en Ile-de-France, Église réformée de Saint-Germain-en-Laye, 2012, pp. 104-108.